# Dománovický les
Dománovický les este o arie protejată (arie specială de conservare — SAC, sit de importanță comunitară — SCI) din Republica Cehă întinsă pe o suprafață de 354,89 ha, integral pe uscat.

## Localizare
Centrul sitului Dománovický les este situat la coordonatele 50°06′44″N 15°20′18″E / 50.112222°N 15.338333°E.

## Înființare
Situl Dománovický les a fost declarat sit de importanță comunitară în aprilie 2005 pentru a proteja 1 specie de plante și 2 specii de animale. Situl a fost protejat și ca arie specială de conservare în aprilie 2017.

## Biodiversitate
Situată în ecoregiunea continentală, aria protejată nu include niciun habitat protejat.
La baza desemnării sitului se află mai multe specii protejate:
- plante (1): papucul doamnei (Cypripedium calceolus)
- nevertebrate (2): fluturele flitirar (Euphydryas maturna), rădașcă (Lucanus cervus)